# Neoflavonoid
Neoflavonoidi su klasa polifenolnih jedinjenja. Flavonoidi (u užem smislu) imaju 2-fenilhromen-4-on osnovu, dok neoflavonoidi imaju 4-fenilhromensku osnovu bez hidroksilne supstitucije u poziciji 2. 

## Tipovi
Neoflavonoidi obuhvataju 4-arilkumarin (neoflavon), 4-arilhroman, dalbergion i dalbergihinol.
- Neoflavoni[2] su izvedeni iz 4-fenilkumarinske (ili 4-Aril-kumarinske) osnove (molarna masa : 224.25 g/mol)[3]. Prvi neoflavon je izolovan iz prirodnih izvora 1951. To je bio kalofilolid iz Calophyllum inophyllum semena[4].

- Neoflaveni poseduju 4-fenilhromensku osnovu (hemijska formula: , masa: 222.068). Dalbergihromen, koji je ekstrahovan iz drveta Dalbergia sissoo je primer takvog jedinjenja.[5]